# 阿靈頓鎮區 (明尼蘇達州錫布利縣)
阿靈頓鎮區（英語：Arlington Township）是位於美國明尼蘇達州錫布利縣的一個行政鎮區，於1858年設立。</ref>溫思普羅於1910年升格為城市。

## 地方資料
阿靈頓鎮區的面積為89.41平方千米，皆為陸地。根據2020年美國人口普查的數據，當地共有人口475人，而人口密度為每平方千米5.31人。